# Howard Bach
Howard Bach là một vận động viên cầu lông người Mỹ gốc Việt. Anh từng vô địch cầu lông thế giới năm 2005 cùng với Tony Gunawan.
Anh sinh ra ở Thành phố Hồ Chí Minh ngày 22 tháng 2 năm 1979. Lên 2 tuổi, Howard Bach cùng gia đình di cư đến San Francisco, Hoa Kỳ.
Từ 1991-1993, anh học tại trường trung học cơ sở Marina ở San Francisco.
Khi lên 5, Howard Bach được cha đưa đến Hiệp hội Thanh niên Cơ Đốc Cổng Vàng ở quận Tenderloin San Francisco. Tại đây trong vòng 11 năm tiếp theo Howard Bach được cha dạy chơi cầu lông. Bach đã quyết định cống hiến cả đời cho môn thể thao cầu lông khi anh là học sinh 16 tuổi tại trường trung học phổ thông Galileo.
Trong những năm đầu sự nghiệp, anh được dẫn dắt bởi huấn luyện viên Mỹ của năm, Dick Ng.
Khi 16 tuổi, anh chuyển đến Colorado Springs, Colorado để luyện tập ở địa điểm Thế vận hội Mỹ.

## Thế vận hội 2004
Bach thi đấu cầu lông tại Thế vận hội 2004 trong nội dung đôi nam cùng với đồng đội Kevin Qi Han. Họ đánh bại Dorian James và Stewart Carson của Nam Phi ở vòng thứ nhất, sau đó họ thất bại trước Jens Eriksen và Martin Lundgaard Hansen của Đan Mạch ở vòng 16.

## Giải vô địch cầu lông thế giới 2005
Cặp đôi Howard Bach và Tony Gunawan đã chiến thắng trận chung kết đôi nam trước đôi vợt người Indonesia Candra Wijaya và Sigit Budiarto với các tỉ số 15-11, 10-15, 15-11. Đây là huy chương vàng đầu tiên của nước Mỹ tại giải vô địch cầu lông thế giới.
Giải được tổ chức tại nhà thi đấu trung tâm Honda ở Anaheim, California.